# Lazaretto
Lazaretto ist das zweite Solo-Studioalbum des US-amerikanischen Musikers Jack White, das im Juni 2014 erschien.

## Entstehung und Veröffentlichung
Die Erstveröffentlichung von Lazaretto erfolgte am 6. Juni 2014 bei den Musiklabels Third Man Records und XL Recordings. Das Album erschien in seiner Originalausführung als CD (Katalognummer: XLCD645), Download (Katalognummer: 63490406455) und LP (Katalognummer: TMR271) mit elf Titeln. Als LP ist dieses Album etwas Besonderes: Seite 1 spielt die Lieder von innen nach außen; Seite 2 hat keine Auslaufrille. Beide Vinylseiten enden in einer Endlosschleife.
Geschrieben und produziert wurden alle Lieder alleine von Jack White selbst.

## Titelliste
1. Three Women – 3:57
2. Lazaretto – 3:39
3. Temporary Ground – 3:13
4. Would You Fight for My Love? – 4:09
5. High Ball Stepper – 3:52
6. Just One Drink – 2:37
7. Alone in My Home – 3:27
8. Entitlement – 4:06
9. That Black Bat Licorice – 3:50
10. I Think I Found the Culprit – 3:49
11. Want and Able – 2:34

## Rezeption
Eine Besprechung des Albums von Jack White war der FAZ am 7. Juli 2014 im Feuilleton ein Drittel der Seite 10 wert.

## Kommerzieller Erfolg

### Chartplatzierungen
| ChartsChartplatzierungen       | Höchstplatzierung | Wochen |
| ------------------------------ | ----------------- | ------ |
| Deutschland (GfK)              | 5 (7 Wo.)         | 7      |
| Österreich (Ö3)                | 6 (10 Wo.)        | 10     |
| Schweiz (IFPI)                 | 2 (12 Wo.)        | 12     |
| Vereinigte Staaten (Billboard) | 1 (21 Wo.)        | 21     |
| Vereinigtes Königreich (OCC)   | 4 (12 Wo.)        | 12     |

| ChartsJahrescharts (2014)      | Platzierung |
| ------------------------------ | ----------- |
| Vereinigte Staaten (Billboard) | 55          |

### Auszeichnungen für Musikverkäufe
| Land/Region                  | Auszeichnungen für Musikverkäufe (Land/Region, Auszeichnung, Verkäufe) | Verkäufe |
| ---------------------------- | ---------------------------------------------------------------------- | -------- |
| Europa (Impala)              | 2× Gold                                                                | 150.000  |
| Kanada (MC)                  | Gold                                                                   | 40.000   |
| Vereinigte Staaten (RIAA)    | —                                                                      | 325.000  |
| Vereinigtes Königreich (BPI) | Silber                                                                 | (79.918) |
| Insgesamt                    | 1× Silber · 3× Gold ·                                                  | 515.000  |